# Echinothuria
Genre
Echinothuria est un genre d'oursins fossiles de la famille des Echinothuriidae.

## Systématique
Ce genre est assez répandu dans les calcaires du Crétacé européen, et a été décrit comme genre type d'un groupe fossile en 1863, avant que la découverte en 1868 de l'espèce tropicale Asthenosoma varium ne restaure la famille des Echinothuriidae au rang de famille actuelle.
Le genre Echinothuria a été créé en 1863 par le géologue et malacologiste Samuel Pickworth Woodward (1821-1865), avec comme espèce type Echinothuria floris.

## Liste des espèces
Selon World Register of Marine Species (14 avril 2022) :
- Echinothuria mccallae Thompson, 2016 †
- Echinothuria floris Woodward, 1863 † - espèce type

## Publication originale
- (en) S. P. Woodward, « On Echinothuria floris, a New and Anomalous Echinoderm from the Chalk of Kent », The geologist : a popular monthly magazine of geology, Londres, vol. 6, no 9,‎ septembre 1863, p. 327-330 (DOI 10.1017/S1359465600001039, lire en ligne).